# Dea Trier Mørch
Dea Trier Mørch (født 9. december 1941 i København, død 26. maj 2001 samme sted) var en dansk grafiker og forfatter, datter af (Elisabeth) Ibi Trier Mørch (1910–1980) og Florian Martensen-Larsen (1911–1998), Ridder af Dannebrog.

## Karriere
Dea Trier Mørch startede på Kunstakademiets malerskole som 16-årig og debuterede i 1961 på Kunstnernes Efterårsudstilling. Hun tog afgang fra Kunstakademiet i 1964 og fortsatte op gennem 1960'erne med at videreuddanne sig ved kunstakademierne i Prag, Kraków, Leningrad, Beograd og Warszawa. Hun startede i en abstrakt tradition, men arbejdede efterhånden et mere realistisk udtryk, hvilket bl.a. skyldtes hendes socialistiske overbevisning.

## Grafik
Mørch arbejder som grafiker resulterede i en række markante og nyskabende værker, der både var eksperimenterende og genreoverskridende. Hendes kunst behandler temaer som køn, magt og undertrykkelse. Som motiver anvendes hverdagsliv som fødsler og aktuelle politiske begivenheder.
Fra 1988 var hun blandt andet murmaler og deltog i politiske og kunstneriske aktioner, fra 1990 til 1993 som medlem af kunstnergruppen ”Arte por la vida.”
I 2019 opsatte Louisiana en særudstilling med 90 af Mørchs grafiske arbejder.

## Forfatterskab
Sidst i 1960'erne begyndte hun endvidere at skrive bøger, som hun i hele sit forfatterskab ofte illustrerede med egne grafiske arbejder. Dette ses blandt andet i hendes første bog Sorgmunter socialisme (1968), der er en rejseskildring fra Sovjetunionen. I samme periode var hun endvidere med til at stifte det socialistiske kunstnerkollektiv Røde Mor, bl.a. sammen med Troels Trier, som hun levede sammen med og nogle år sidst i 1970'erne var gift med. Han er far til hendes tre børn. Sønnen, Tobias Trier, er siden blevet kendt som musiker, mens den yngste datter, Sara Trier, har udgivet flere bøger. Politisk var Dea Trier Mørch aktiv og engageret i Danmarks Kommunistiske Parti, DKP fra 1972 til 1982.
Dea Trier Mørch fik et stort folkeligt gennembrud med romanen Vinterbørn fra 1976, som senere blev filmatiseret af Astrid Henning-Jensen under samme navn og også i den udgave blev en stor succes. Den er blevet udgivet på 22 sprog. I denne og de følgende mange romaner træder Mørchs politiske holdninger frem i form af solidariteten med andre kvinder og troen på kollektivets ret over individets. Mod slutningen af forfatterskabet blev hun mindre dogmatisk i udtrykket, men stadig holdt hun fokus på det almene og kampen for et meningsfyldt liv.

## Død
Hun døde af kræft i 2001. Hun blev begravet på Holmens Kirkegård i København.

## Bøger
De følgende bøger er romaner, med mindre andet er anført.
- Sorgmunter socialisme (beretninger fra Sovjetunionen, 1968)
- Polen (rejseskildring, 1970)
- Vinterbørn (1976)
- Kastaniealleen (1978)
- Den indre by (1980)
- Aftenstjernen (1982)
- Morgengaven (1984)
- Da jeg opdagede Amerika (rejseskildring, 1986)
- Skibet i flasken (1988)
- Landskab i to etager (1992)
- Hvide løgne (brevroman, skrevet sammen med datteren Sara Trier, 1995)

## Hædersbevisninger
- 1969, 1971 og 1975: Ydelser fra Statens Kunstfond
- 1977: Årets forfatter[8]
- 1976: De Gyldne Laurbær
- 1979: Sølvbjørnen ved Filmfestivalen i Berlin
- 1985: Hvass-Fondens Rejselegat
- 1985: Livsvarig ydelse fra Statens Kunstfond[8]
- 1987: Peter Sabroe-prisen[8]
- 1988: Tagea Brandts Rejselegat[8]
- 1994: Arbejdslegat fra Statens Kunstfond

## Eksempler på grafik
- Winterkinder (bogforside 1979)
- Innenstadt (bogforside 1982)
- Logo, Røde Mor